# David Cronenberg
David Paul Cronenberg (* 15. března 1943, Toronto, Ontario, Kanada) je kanadský režisér, scenárista a příležitostný herec.
Z počátku kariéry se věnoval především hororovému žánru. V průběhu let však stále výrazněji překračuje jeho hranice. Jeho filmy často zkoumají strach a děs plynoucí z propojení psychické a fyzické roviny existence.
Mezi jeho nejznámější snímky patří Moucha (The Fly, 1986), Crash (1996), Dějiny násilí (A History of Violence, 2005) a Nebezpečná metoda (A Dangerous Method, 2011).
Jeho dcera je fotografka a filmařka Caitlin Cronenbergová.

## Režijní filmografie
- 1966 Transfer
- 1967 From the Drain
- 1969 Stereo
- 1970 Crimes of the Future
- 1975 Shivers
- 1977 Rabid
- 1979 Mláďata
- 1979 Fast Company
- 1981 Scanners
- 1983 Videodrome
- 1983 Mrtvá zóna
- 1986 Moucha
- 1988 Příliš dokonalá podoba
- 1991 Nahý oběd
- 1993 M. Butterfly
- 1996 Crash
- 1999 eXistenZ
- 2000 Camera
- 2002 Pavouk
- 2005 Dějiny násilí
- 2007 Východní přísliby
- 2007 Chacun son cinéma ou Ce petit coup au coeur quand la lumiere s'éteint et que le film commence
- 2011 Nebezpečná metoda
- 2012 Cosmopolis
- 2014 Mapy ke hvězdám

## Próza
- 2014 Konzumárium